# El Rubius
Rubén Doblas Gundersen, plus connu sous les noms d'El Rubius ou elrubiusOMG, né le 13 février 1990 à Mijas, est un vidéaste espagnol.
En février 2016, il est le vidéaste de son pays le plus suivi sur YouTube, le deuxième le plus suivi en langue espagnole et le deuxième plus populaire de YouTube au niveau mondial (quinzième en février 2019). En 2018, il a obtenu le record du monde de spectateurs durant une transmission en direct, sur YouTube, lors d'un tournoi sur le jeu-vidéo Fortnite. Il se fait connaître grâce à ses vidéos humoristiques de type Let's Play.
En janvier 2021, il a changé son lieu de résidence d'Espagne en Andorre.

## Biographie
Né dans la ville de Malaga en 1990, de père espagnol et mère norvégienne, Rubén Doblas Gundersen a passé son enfance et une partie de son adolescence entre l'Espagne et les pays nordiques,,. En Norvège, il tisse, à travers Internet, une amitié avec Miguel Ángel Rogel, un vidéaste espagnol qui apparaît régulièrement dans ses vidéos. Il parle norvégien couramment.
elrubiusOMG publie sa première vidéo YouTube en 2006, et cinq ans plus tard, prend la décision de se consacrer exclusivement à sa chaîne
Durant les années 2012 et 2013, il travaille avec d'autres vidéastes de la plateforme comme Miguel Ángel Rogel, Panda, Lokillo ou Maximus sur BGames, la section vidéoludique de Boomerang Live (depuis renommée BLive), network du Groupe Boomerang TV. En 2014, il joue dans la comédie de Santiago Segura Torrente 5: Operación Eurovegas.
En 2015, Rubius donne sa première interview pour la télévision, dans l'émission Al rincón de pensar de la chaîne Antena 3. Cette interview est remarquée par ses fans puisqu'il s'agit de la première fois que le vidéaste aborde sa vie privée en public.
Durant l'été 2016, Rubius devient l'image de la boisson Fanta en Espagne.
En avril 2022, durant l'événement de Reddit ; le "r/place", Rubius remarquant l'immensité du drapeau français sur la toile en bas à gauche, a décidé de s'allier à d'autres streamers espagnols mais aussi à plusieurs communautés étrangères (notamment et surtout des américains) afin de déclarer une guerre à la France et aux streamers français pour obtenir le territoire. En dépit d'un conflit pour que tout le monde puisse construire selon Rubius et les espagnols, ce sujet d'une "guerre des pixels" a été beaucoup controversé, le r/place étant un événement créatif pour une expérience communautaire.